# Lithopoma
Lithopoma is een geslacht van weekdieren uit de klasse van de Gastropoda (slakken).

## Soorten
- Lithopoma americanum (Gmelin, 1791)
- Lithopoma brevispina (Lamarck, 1822)
- Lithopoma caelatum (Gmelin, 1791)
- Lithopoma phoebium (Röding, 1798)
- Lithopoma tectum (Lightfoot, 1786)
- Lithopoma tuber (Linnaeus, 1758)